# Nguti
Nguti ist eine Gemeinde in Kamerun. Sie liegt in der Region Sud-Ouest und dort im Département Koupé-Manengouba.
Die Gemeinde wird aus 54 kleinen Dörfern gebildet.

## Lage
Nguti liegt im Westen Kameruns. Die Gemeinde ist von Regenwald umgeben. 

## Verkehr
Nguti liegt an der Nationalstraße N8.